# Ciuleandra (film din 1985)
Ciuleandra este un film psihologic româno-vest german din 1985, regizat de Sergiu Nicolaescu după un scenariu ce a adaptat romanul omonim al scriitorului român Liviu Rebreanu. Rolurile principale sunt interpretate de actorii Ștefan Iordache, Gheorghe Cozorici, Ion Rițiu și Anca Szönyi.
Acest film a fost propunerea României la Premiul Oscar pentru cel mai bun film străin în 1986, dar nu a fost nominalizat în competiție.

## Rezumat
Într-o noapte furtunoasă a anului 1925, pe când se pregătea să meargă la o recepție organizată la Palatul Regal, Puiu Faranga (Ion Rițiu) suferă un moment de rătăcire și o ucide pe soția sa, Madeleine (Anca Szönyi), strângând-o de gât. Speriat de ceea ce făcuse, el coboară în salonul conacului și-și mărturisește crima tatălui său, Policarp Faranga (Gheorghe Cozorici), afirmând că nu a avut niciun motiv. Policarp Faranga, care era ministrul justiției, îl cheamă urgent pe prefectul poliției Capitalei (Alexandru Dobrescu) și pe procurorul Zamfir (Romeo Pop) și cei trei decid să mușamalizeze cazul. Ca să scape de închisoare, Puiu Faranga este internat de tatăl său în sanatoriul profesorului Chirileanu. Ministrul vrea să obțină pentru fiul său un atestat medical care să confirme nebunia temporară a pacientului, susținând că acesta nu era în deplinătatea facultăților mintale atunci când a săvârșit crima.
În lipsa profesorului Chirileanu (aflat pentru trei luni pe Coasta de Azur), expertiza medicală a pacientului urmează a fi efectuată de medicul psihiatru Dumitru Aioanei (Ștefan Iordache), asistentul șefului de clinică. Ministrul dispune ca fiul său să primească un tratament privilegiat în sanatoriu. Cu toate acestea, fiind vorba de o crimă, la ușa camerei este postat agentul de poliție Grigore Leahu (Cornel Gîrbea).
Cu toate că ministrul Faranga a sperat într-o liniștire sufletească a fiului său, prin internarea acestuia în sanatoriu, locul se dovedește a fi calea fără întoarcere spre nebunie. Încă din prima noapte, pacientul are coșmaruri și i se pare că aude țipete. Puiu insistă să-și asume consecințele faptelor sale și îi spune doctorului că nu e nebun. Psihiatrul îi spune că vor găsi împreună explicația săvârșirii crimei. Prin discuțiile zilnice cu doctorul Aioanei, Puiu analizează evenimentele importante ale vieții sale, ambițiile tatălui său de a-și vedea realizat singurul fiu și de a asigura continuitatea numelui Faranga.
La Răscoala din 1907, țăranii de pe moșia lui Faranga au dat foc conacului. Ei au fost împușcați de un pluton de execuție, dar, înainte de a muri, osândiții la moarte au început să joace în noroi dansul Ciuleandra. Speriat de perspectiva repetării răscoalei și a pierderii moșiilor, Policarp Faranga își dă seama că familia sa are nevoie de urmași dârzi care să apere agoniseala generațiilor trecute. El decide ca fiul său, care era un copil bolnăvicios, să se căsătorească cu o fată de la țară pe care urma să i-o aleagă el. Această unire urma să aibă ca scop întărirea sângelui subțiat al familiei moșierului cu sânge proaspăt, sănătos, de la țară.
În anul 1917, pe când mergeau pentru câteva zile la moșia Mănești din județul Argeș, ei opresc pentru a mânca la o cârciumă din satul Vărzari. Aflat în cerdacul cârciumei, Puiu observă o horă la răspântie și se prinde în joc la Ciuleandra cu o fată de 17 ani pe nume Mădălina Crainicu. Tatălui îi place fata și la întoarcerea de la moșie oprește la Vărzari și se duce acasă la mama fetei, Maria Crainicu. El îi oferă mamei fetei suma de 50.000 lei și o bucată de pământ în schimbul Mădălinei, promițând că se va îngriji de educația ei pentru ca fata să se căsătorească mai târziu cu Puiu. Fata este dusă la București și i se schimbă încă de a doua zi numele în Madeleine. Policarp Faranga a dus-o apoi la un pension din Elveția, plimbând-o apoi la Berlin, Viena, Paris și Londra. După revenirea din străinătate, fata, care devenise o domnișoară încântătoare, este introdusă în lumea mondenă. La patru ani de la aducerea fetei la București a avut loc căsătoria lui Puiu cu Madeleine.
Puiu a crezut inițial că n-o iubește și a înșelat-o de nenumărate ori, dar mai târziu a început să o iubească cu patimă. Cu toate acestea, el a simțit că fata nu-i împărtășește sentimentele și că nu putea pătrunde în sufletul ei. În acea noapte, Puiu i-a spus că o iubește și a rugat-o să-i spună și ea același lucru, chiar dacă nu ar fi fost adevărat, dar Madeleine a rămas tăcută și absentă, iar privirea ei trecea prin el. În acel moment, el și-a pierdut firea și a strâns-o de gât.
Policarp Faranga încearcă să-l scoată pe Puiu din sanatoriu deoarece aflase că doctorul Aioanei era cuprins de o ură împotriva „ciocoilor”. Cu sufletul zdruncinat, Puiu refuză să plece din sanatoriu, iar tatăl său îi cere medicului să-i aplice o terapie de șoc. Ministrul dispune efectuarea unei anchete a activității desfășurate de Aioanei. Aflând că psihiatrul era fiul învățătorului din Vărzari, Puiu se duce să-i ceară socoteală. Medicul îi spune că el a iubit-o pe Mădălina și urma să se căsătorească cu ea. Fata își dorea să ajungă învățătoare, iar cei doi tineri citeau seara împreună, privirea ei nefiind goală atunci când privea la el (ca în cazul lui Puiu). Aioanei susține că Puiu a ucis-o pe Mădălina atunci când a cumpărat-o ca pe o vită și nu când a strâns-o de gât. Mai târziu, Mădălina i-a fost prezentată medicului la un eveniment monden, iar Aioanei și-a dat seama că ea nu-l uitase. Dându-și seama că soția îi va fi străină pentru totdeauna, Puiu a ucis-o pentru a nu fi a altuia.
Medicul a spus că nu se va răzbuna pe „ucigașul fericirii sale”, ci că își va face doar datoria. Deși Puiu îi repetă că el nu este nebun, doctorul Aioanei dispune externarea pacientului căruia îi dăduse diagnosticul de nebunie temporară. În acea noapte, Puiu s-a spânzurat de un copac aflat în fața sanatoriului.

## Distribuție
- Ștefan Iordache — dr. Dumitru Aioanei, asistentul prof. Chirileanu
- Gheorghe Cozorici — Policarp Faranga, ministrul justiției
- Ion Rițiu — Puiu Faranga, fiul ministrului
- Anca Szönyi — Mădălina Faranga, soția lui Puiu (menționată Anca Nicola)
- Ulrike Blome — Edith, prietena familiei Faranga
- Gilda Marinescu — Maria Crainicu, mama Mădălinei
- Cornel Gîrbea — agentul de poliție Grigore Leahu, gardianul care-l păzește pe Puiu
- Alexandru Dobrescu — prefectul Poliției Capitalei
- Romeo Pop — procurorul Zamfir
- Viorel Comănici — comisarul Gh. Mețianu
- Vasile Pupeza
- Ion Anghel — cârciumarul din Vărzari
- Teodor Danetti — George, servitorul familiei Faranga
- Dobre Gheorghe
- Horia Vereș
- Claudia Georgescu — călugărița de la sanatoriu
- Gheorghe Mazilu
- Ilie Vlaicu
- Miron Murea

## Producție

### Prima ecranizare
Filmul este o adaptare cinematografică a romanului Ciuleandra (1927) al lui Liviu Rebreanu. Romanul nu a fost primit cu prea mare entuziasm de critici și de presă, dar un producător german de film a realizat în 1930 o adaptare cinematografică. Filmul a fost prima coproducție româno-germană, producătorul aducând un regizor german (Martin Berger) și o echipă de filmare. Ca și romanul, nici filmul nu a avut succes, spre nemulțumirea scriitorului. Cauza principală a eșecului a constituit-o neînțelegerea de către regizor a esenței romanului, realizând „o tristă melodramă, care provoca râsul, fiindcă actorii germani jucau roluri de țărani români vorbind cu accent berlinez” (potrivit lui Ion I. Cantacuzino). Filmul interbelic nu s-a păstrat, dar lucrările de specialitate îl consideră a fi primul film sonor românesc.

### Ecranizarea realizată de Nicolaescu
După mai mult de 50 de ani de la prima ecranizare a sa, romanul lui Liviu Rebreanu i-a trezit interesul cineastului Sergiu Nicolaescu. Acesta din urmă a scris un scenariu, împreună cu un colaborator constant, inginerul de sunet Anușavan Salamanian. Cei doi mai colaboraseră anterior la scrierea scenariilor filmelor Osînda (1976) și Ultima noapte de dragoste (1980). Între roman și scenariu existau totuși unele diferențe: doctorul Ursu, care trebuie să-i certifice nebunia pacientului Puiu Faranga, a fost redenumit în film Dumitru Aioanei, s-a omis secvența în care studentul Ursu îl bate pe cârciumarul ce participase la târgul infam ș.a.
Nicolaescu a realizat o nouă adaptare cinematografică a romanului, abordând cu curaj subiectul. Noua ecranizare a fost tot o coproducție româno-germană, ea fiind realizată de Casa de Filme 3 și Cine TV Berlin în studiourile Centrului de Producție Cinematografică București. Regizor secund a fost Nicu Gheorghe.
Dansurile din film au fost interpretate de ansamblurile folclorice din comunele Călinești, Topoloveni, Leordeni, Bogați, Priboeni, Dobrești, Ștefănești și Poiana Lacului, cu sprijinul Centrului de îndrumare a mișcării artistice din județul Argeș. Ele au fost coordonate de maestrul coregraf Dorin Oancea.
Rolurile principale au fost distribuite unor actori tineri, cu o carieră cinematografică redusă. Rolul lui Puiu Faranga a fost încredințat tânărului actor Ion Rițiu, care interpretase rolul gangsterului Rică Păsărin în filmul Duelul (1981), regizat tot de Sergiu Nicolaescu. Pasionații de filme au comentat însă că actorul Adrian Pintea era cel mai îndreptățit pentru a interpreta acest rol.
Rolul Mădălinei este interpretat de Anca Szönyi Thomas (cunoscută și ca Anca Nicola sau Anca S. Thomas), sora actriței Julieta Szönyi. Acesta absolvise Facultatea de Artă Plastică, specializându-se în pictură monumentală, și lucra ca artist restaurator la refacerea picturilor de pe zidurile bisericilor vechi. În paralel, a început să fie solicitată să joace și în filme și a primit roluri în Tănase Scatiu (1976), Burebista (1980), Viraj periculos (1983) și Misterele Bucureștilor (1983), penultimul dintre ele fiind regizat de Sergiu Nicolaescu. Acesta din urmă a convins-o să joace și în Ciuleandra și apoi și în Ziua Z. În timpul filmărilor la Ciuleandra, ea a făcut parte în paralel și dintr-o echipă de restauratori cu care lucra la refacerea Teatrului Maria Filotti din Brăila. Anca Szönyi făcea naveta între platourile de filmare și Brăila, schimbând costumele cochete în stil parizian ale personajului din film cu salopeta de muncitor pe șantierul de restaurare unde nu era încălzire centrală. Ea a considerat că perioada filmărilor la Ciuleandra a fost cea mai dură perioadă de lucru din viața ei.
Sergiu Nicolaescu a considerat acest film ca fiind un film de artă care a beneficiat de succes de public.

## Recepție
Filmul Ciuleandra a fost vizionat de 2.450.273 de spectatori la cinematografele din România, după cum atestă o situație a numărului de spectatori înregistrat de filmele românești de la data premierei și până la data de 31.12.2007 alcătuită de Centrul Național al Cinematografiei.
Producția cinematografică a lui Nicolaescu a primit evaluări în general pozitive din partea mai multor critici de film. Criticul Călin Căliman scria în „Istoria filmului românesc (1897-2000)” (Ed. Fundației Culturale Române, București, 2000) că „critica a apreciat - în linii mari - drept pozitiv efortul regizoral, chiar dacă nu a descoperit noutăți de viziune, chiar dacă adaptarea a fost considerată, de unii comentatori, doar «corectă». Dar filmul are ritm, operatorul Nicolae Girardi - după un sfert de veac de carieră - se afla într-un «vârf de formă», într-un apogeu al creației sale, iar regizorul Sergiu Nicolaescu, mizând îndeosebi pe actori tineri - în rolurile principale apar Anca Nicola și Ion Rițiu - și-a văzut răsplătită investiția de încredere”.
Într-un articol publicat în 1985 în România literară, Ioana Creangă scria următoarele: „Dincolo de modificările operate la nivel cinematografic, echilibrul poveștii se păstrează, având în vedere că necesara vizualizare a epocii pornește fie în prelungirea stărilor sufletești descrise în roman, fie captând ecouri din alte scrieri ale marelui prozator român.”
Criticul Tudor Caranfil a dat filmului două stele din cinci și a făcut următorul comentariu: „După ce, într-un moment de rătăcire, și-a ucis soția, Puiu Faranga (Rițiu) e internat de tatăl său, atotputernic ministru, într-un sanatoriu. Dar în loc să simuleze nebunia, tânărul dezvăluie, pradă remușcărilor, tainele căsniciei decise de tatăl său care dorea primenirea sângelui „limfatic”, cu vigoarea celui țărănesc. Mădălina i-a cucerit inima, dar l-a și adus în pragul nebuniei datorită barierei pe care a ridicat-o între ei. Pacientul se mărturisește psihiatrului Aioanei (Iordache), care, printr-o coincidență, originar din satul fetei, a fost îndrăgostit de ea. Refuzând să scape de osândă prin simularea nebuniei, Puiu se declară gata să-și ispășească pedeapsa, în vreme ce medicul e culpabilizat prin intervenția vindicativă a ministrului. Nicolaescu reintegrează crima, eludată în versiunea lui Berger, dar înlătură cu totul nebunia, adâncind, mai aproape de izvorul literar, elementele sociale ale istoriei, dar și simplificând-o psihologic. Că în venele fiului pulsează «osteneala generațiilor duse» se declară, nu se vede. Pregătirea (desprinderea din mâlul amintirii a unor imagini din ce în ce mai limpezi) abuziv lungită și urmată de deznodământul precipitat, duce la un dezechilibru dramaturgic. De reținut obsesia dansului, ca simbol al forței țărănești de regenerare (muzica: Adrian Enescu, Pr. ACIN). Secv. rapel: Ciuleandra voinicească a osândiților la moarte și prăbușirea lor, amintind de celebra pânză a lui Octav Băncilă.”
Ca parte a comentariului său față de întreaga filmografie a lui Nicolaescu, începând cu filmele pe care le-a realizat în timpul regimului comunist, Valerian Sava l-a descris pe Nicolaescu ca un regizor netalentat căzut într-o „transă megalomanică” și a considerat Ciuleandra drept „o ecranizare grosieră”.

## Premii
Compozitorul Adrian Enescu a primit în 1985 Premiul pentru muzică al Asociației Cineaștilor din România (ACIN) pentru filmele Ciuleandra și Pas în doi. Ciuleandra a fost propunerea României la Premiul Oscar pentru cel mai bun film străin în 1986, dar nu a fost nominalizat în competiție. Filmul a reprezentat România la Festivalul de la Karlovy-Vary din 1986.